# Issey Nakajima-Farran
Pour les articles homonymes, voir Farran.
Issey Morgan Nakajima-Farran (中島 ファラン一生, Nagashima Faran Issei), né le 16 mai 1984 à Calgary, est un joueur international canadien de soccer évoluant au poste d'attaquant ou de milieu de terrain.
Il est le frère aîné du footballeur Paris Nakajima-Farran (en). 

## Biographie
Le père d'Issey est canadien alors que sa mère est japonaise. Sa famille part du Canada pour le Japon. C'est là-bas que nait son petit-frère Paris (en). Il fut formé à Verdy Kawasaki (1993-1994). Sept ans plus tard, il déménagea en Angleterre jusqu'à l'âge de 16 ans. Il fut formé au Crystal Palace FC (1995-1997). Contrairement à ses parents, Issey ne resta pas en Angleterre et alla au Japon.
Il continua sa carrière au Japon. Après deux années en tant que jeune dans le club du Tokyo Verdy 1969 (2000-2002), il devient professionnel à Albirex Niigata. Il fit une saison, et ensuite, il joua dans le club satellite d'Albirex Niigata, l'Albirex Niigata Singapour pour deux saisons. Il fut élu « Meilleur jeune du championnat » en 2005.
Il joua ensuite au Danemark. Il fait une saison au Vejle BK, puis de 2007 à 2009, il joue au FC Nordsjælland. Il joue de 2009 à 2011 à l'AC Horsens.
Le 30 août 2011, il s'engage avec le club australien du Brisbane Roar FC.
En août 2013, Nakajima rompt le contrat que le liait à Larnaca et se retrouve sans club.
En janvier 2014, Nakajima-Farran est mis à l'essai par le Toronto FC avec qui il réalise la préparation de saison. Il obtient finalement un contrat le 28 mars 2014.
Le 16 mai 2014, Nakajima-Farran est transféré à l'Impact de Montréal avec une allocation monétaire en échange de Collen Warner.
Libéré par l'Impact, Nakajima-Farran évolue quelques semaines en Espagne avec l'équipe amateure du CF Suburense évoluant en Segona Catalana (sixième division) où il inscrit un but pour trois rencontres jouées,,. Le 1er avril, il signe en Malaisie avec le Terengganu FA le 1er avril 2015.

## Sélection du Canada
En tant qu'attaquant, Issey Nakajima-Farran est international canadien depuis 2006 (38 sélections). Il débute avec le Canada lors d'un match amical perdu (0-1) face à la Hongrie le 15 novembre 2006. En 2008, il participe à plusieurs matchs de qualification pour la Coupe du monde 2010. C'est lors de l'un de ces matchs qu'il marque son premier but international 15 juin 2008 contre Saint-Vincent-et-les-Grenadines (victoire 3-0).
Il a participé à la Gold Cup 2007, où il ne joua que trois matchs sur cinq (un en tant que titulaire contre Haïti, et deux en tant que remplaçant (Guatemala et USA). Le Canada est éliminé en demi-finale.
Il a participé aussi à la Gold Cup 2009. Il ne joua qu'un match sur les 4, en tant que remplaçant contre le Costa Rica. Le Canada est éliminé en quart-de-finale.

## Palmarès
Brisbane Roar
- Champion d'Australie en 2012.

 AC Horsens
- Champion du Danemark D2 en 2010.

## Statistiques

### En club
| Saison                | Club                  | Championnat           | Championnat | Championnat | Coupe(s) nationale(s) | Coupe(s) nationale(s) | Compétition(s) continentale(s) | Compétition(s) continentale(s) | Compétition(s) continentale(s) | Playoffs | Playoffs | Total | Total |
| Saison                | Club                  | Division              | M.          | B.          | M.                    | B.                    | Comp.                          | M.                             | B.                             | M.       | B.       | M.    | B.    |
| 2014                  | Toronto FC            | MLS                   | 5           | 2           | 2                     | 0                     | -                              | -                              | -                              | -        | -        | 7     | 2     |
| 2014                  | Impact de Montréal    | MLS                   | 13          | 0           | -                     | -                     | LCC                            | 2                              | 0                              | -        | -        | 15    | 0     |
| Total sur la carrière | Total sur la carrière | Total sur la carrière | 92          | 1           | 12                    | 0                     | -                              | 6                              | 1                              | 2        | 0        | 112   | 2     |